# Paolo Mazzeni
Paolo Mazzeni (Taranto, 27 ottobre 1958) è un ex calciatore italiano, di ruolo difensore.

## Carriera
Proveniente dalle giovanili del Bologna, nel 1976 passa all'Imola in Serie D e successivamente al Conegliano in Serie C2.
Nel 1979-1980 raggiunge la promozione in Serie C1 con il Modena e nel 1981 si trasferisce al Lanerossi Vicenza, appena retrocesso in Serie C1, con cui disputa la stagione 1981-1982.
Girato per un anno alla Ternana, sempre in terza serie, nel 1983 torna a Vicenza con cui vince il campionato 1984-1985 e debutta in Serie B disputando due campionati, per un totale di 68 presenze ed un gol.
Termina la carriera da professionista giocando tre campionati di Serie C1 con la Torres ed uno di Serie C2 con l'Alessandria.

## Palmarès

### Club

#### Competizioni nazionali
- Serie C2: 2

Modena: 1979-1980
Alessandria: 1990-1991
- Coppa Italia Serie C: 1

Lanerossi Vicenza: 1981-1982

#### Competizioni internazionali
- Torneo Anglo-Italiano: 1

Modena: 1981